# قسم وفترة
في لغة توصيف النص الفائق، لغة التوصيف المصممة لتُعرض في متصفحات الويب، وسما <div> (قسم) و<span> (فترة) هما عنصران يستخدمان لتحديد أجزاء من الوثيقة لتسهيل التعرف عليها عند الحاجة إلى تصانيف مميزة وحين لا تستطيع أنواع العناصر الأخرى مثل <p> و<em> وصف دلالية المحتوى بدقة. الاستخدام الإضافي لوسمي <div> و<span> يساعد على تسهيل الوصول للمستخدمين وتسهيل الصيانة للمؤلفين. حين لا توجد وسوم «HTML» مناسبة يمكن استخدام وسوم القسم والفترة للدلالة على أجزاء من الوثيقة ليمكن تطبيق صفات إتش تي إم إل مثل الصنف «class» والمعرف «id» واللغة «lang» والاتجاه «dir».
<span> يمثل جزءاً ذاتي الاحتواء في الوثيقة, على سبيل المثال الكلمات في جملة ما. <div> يمثل كتلة في الوثيقة مثل بعض الفقرات, أو صورة وكلماتها التوضيحية. العناصر تسمح بتطبيق الصفات الدلالية (مثل «lang="en-US"»)، وأنماط أوراق الأنماط المتتالية (مثل اللون والخط)، والنصوص البرمجية الإخطاطية (مثل التحريك والإخفاء).

## وصلات خارجية
- عناصر التجميع: عنصرا DIV وSPAN
- اصنع قسماً مائلاً باستخدام أوراق الأنماط المتتالية